# Ruch na rzecz Przywrócenia Dziesięciu Przykazań Bożych
Ruch na rzecz Przywrócenia Dziesięciu Przykazań Bożych – nowy ruch religijny wywodzący się z katolicyzmu, powstały w latach 80. XX wieku w Ugandzie; jest silnie związany z kultem Dekalogu. Zdaniem członków ruchu tylko bezwzględne przestrzegania dziesięciu przykazań skutkuje nagrodą w postaci życia wiecznego.
Ważnym elementem wierzeń członków ruchu była apokalipsa, która została szczegółowo opisana w książce Aktualne posłanie z Niebios: Kres dzisiejszych czasów (A Timely Message from Heaven: The End of the Present Time). Wyznawcy ruchu nauczali również, że Maryja ma szczególną rolę w nadchodzącej apokalipsie. Wierzyli, że to właśnie ona komunikuje się z przywódcami ruchu.
Przez długi czas o grupie słyszało niewiele osób. Pierwsze informacje w mediach poza Ugandą pojawiły się dopiero w marcu 2000 roku, kiedy to ponad 300 członków ruchu dokonało samospalenia. Podczas oględzin miejsca rytualnego samobójstwa odkryto również masowe groby, w których pochowano ok. 1000 członków grupy.